# 加治まや
加治 まや（かじ まや、1988年10月14日 - ）は、日本のファッションモデル。東京都出身。元エイジアプロモーション所属。明治学院大学卒業。

## 人物
バングラデシュと日本のハーフである。父親はバングラデシュ人画家のカジ・ギャスディン。
歴史好きで江戸文化歴史検定2級、美術検定3級を持っている。趣味は史跡巡り、美術館巡り。

## 出演
雑誌
- Fine（日之出出版）
- WOOFIN’ girl（シンコーミュージック）
- ゼクシィ（リクルートホールディングス）
- ar（主婦と生活社）
- NAIL VENUS」（実業之日本社）
- ネイルUP！（ブテッィク社）
- GISELe（主婦の友社）
- Regina（プレジデント社）

カタログ
- 「nissen」
- 「Rapty」
- 「RyuRyu」
- 「Ravijour」
- 「Peach John」
- 「SHE’LTTER」

広告
- 「ムラサキスポーツ」
- 「ANAP」
- 「Bacardi」
- 「ParaDo」
- 「copy cat」
- 「グランド・エル・サン」
- 「LADY MADE」
- 「日航奈良」
- 「reefUSA」
- 「NTTdocomo」
- 「横浜シェラトンホテルwedding」
- DJ KAWASAKI「Paradise」ジャケット

テレビ
- ロケハン。（テレビ東京）
- 良好生活研究所　レポーター（テレビ朝日）
- クイズプレゼンバラエティー Qさま!!（テレビ朝日）
- 旅してHappyレポーター（BS日テレ）

インターネット番組
- LINE LIVE「#ダダモレ」
- AbemaSPECIAL「スリルな夜！」#7
- AbemaSPECIAL「お願い！ランキング」
- 「ぶるぺん〜今まさに世に出ようとしている「あったまった人々」が登場!〜」（2015年3月16日）